# Отокар III (Щирия)
Отокар III фон Щирия (Отакар) (на немски: Ottokar III, Otakar III von Steiermark; * ок. 1125; † 31 декември 1164, Фюнфкирхен/Печ, Унгария) от род Отакари от Траунгау, е маркграф на Щирия (1129 – 1164).

## Биография
Той е син на маркграф Леополд I Смели фон Щирия († 1129) и съпругата му София Баварска († 1145) от род Велфи, дъщеря на баварския херцог Хайнрих IX Черния. Майка му е леля на император Фридрих Барбароса.
Когато баща му умира, Отокар е на 4 години и майка му София управлява дълги години Щирия. Чрез наследства Отокар III получава огромни територии и служби. Между 1129 и 1138 г. получава територии във Фриули, през 1147 г. получава собствеността на чичо му и единственият му опекун, Бернхард фон Триксен от рода Спанхайми, в Каринтия около Триксен, господството Марибор (Марбург) и други. Така той е владетел на територия от Дунав, Сава до Крайна.
По неговото време Грац става център на управлението на Щирия. Отокар III основава през 1160 г. шпитал (Spital) в Земеринг (в днешен Шпитал ам Земеринг), за поклонници, кръстоносци и търговци, 1163 г. абатството Форау и 1164 г. първата картауза на Германия в Зайц при Гонобиц (в Словения).
Отокар III умира през 1164 г. на Втория кръстоносен поход в Унгария. Синът му е първият херцог на Щирия.

## Деца
Отокар III се жени пр. 1146 г. за Кунигунда фон Фобург († 22 ноември 1184), дъщеря на маркграф Диполд III фон Фобург и втората му съпруга Кунигунда фон Байхлинген. Тя е сестра на Адела фон Фобург, 1147 г. омъжена (разведена 1153) за Фридрих I Барбароса. Те имат едно дете:
- Отокар IV (1163 – 1192), маркграф на Щирия, от 1180 херцог.

## Галерия
- Фреска в капелата Йоханес Пюрг, Щирия, 12 век.
- Маркграф Леополд Смели (и синът му Отокар III) предава учредителния документ на манастир Рейн